# Les Chalesmes
Les Chalesmes é uma comuna francesa na região administrativa de Borgonha-Franco-Condado, no departamento de Jura. Estende-se por uma área de 9,47 km². Em 2010 a comuna tinha 95 habitantes (densidade: 10 hab./km²).